# Orden des Bündnisses
Der Orden des Bündnisses, auch Orden der Vereinigung, soll ein schwedischer Ritterorden zur Förderung der Hofehre gewesen sein, der 1527 vom schwedischen König Gustav I. aus Anlass seiner Vermählung mit der Tochter des Kurfürsten von Brandenburg gestiftet worden sein soll. Der Stiftungsanlass und der Termin muss angezweifelt werden, denn die erste Ehe wurde mit Katharina von Sachsen-Lauenburg-Ratzeburg 1531 vollzogen.